# Магальянес, Адельфо
Адельфо Магальянес Кампос (порт.-браз. Adelfo Magallanes Campos; 29 августа 1913, по другим данным 1910, Сан-Луис-де-Каньете — 16 января 1989, по другим данным 1988, Лима) — перуанский футболист, центральный полузащитник и правый нападающий.

## Карьера
Адельфо Магальянес начал заниматься футболом в родном городе Сан-Луис-де-Каньете. Он жил в бедном районе, из-за чего маленькому Адельмо приходилось играть мячом, сшитым из тряпок. Денег на настоящий у него просто не было. Позже Магальянес уехал в Лиму, где в 1929 году присоединился к клубу «Альянса Лима». Он дебютировал в составе команды в 1931 году в матче с клубом «Альянса Фригорифико Насьональ» (7:2), где забил два мяча. Годом позже Адельфо выиграл свой первый чемпионат страны. Это же достижение футболист повторил в 1932 и 1933 годах. С 1934 года Магальянес смог вытеснить Альберто Монтельянос из стартового состава команды. После Олимпийских игр в 1936 году, где он многими признавался лучшим игроком команды, несколько клубов предлагали большие денежные средства за трансфер Адельмо. Однако сам футболист на все подобные предложения ответил отказом. Завершил игровую карьеру Магальянес в 1945 году.
В 1946 году Магальянес возглавил Альянсу, а два года спустя впервые, в качестве тренера, выиграл чемпионат Перу. После этого, он уехал в Колумбию, где стартовала эпоха профессионализма. Адельмо стал главным тренером команды «Депортиво Кали». При этом, он привёз вместе с собой футболистов из Перу — Валериано Лопеса и Максимо Москейру. В 1950 году Магальянес возвратился в «Альянсу», но на следующий год вновь уехал в Колумбию, на этот раз в клуб «Америка», где пробыл только сезон. Во многих источниках упоминается, что Адельфо выиграл и первенство 1952 года, однако тогда тренером команды был Луис Гусман. В 1954 году Магальянес в третий раз возглавил «Альянсу». И дважды выиграл с клубом чемпионат страны. Ту команду прозвали «Чёрный каток», из-за того что все одиннадцать игроков стартового состава были чернокожими. Затем он работал в Мексике, а завершил карьеру в клубах «Дефенсор Лима» и «Интимос де ла Легуа». 16 января 1988 года Магальянес был госпитализирован в больницу Эдгардо Ребальяти, где и скончался.

## Статистика

### Клубная
| Сезон | Клуб         | Лига    | Чемпионат | Чемпионат | Прочие | Прочие |
| Сезон | Клуб         | Лига    | Игры      | Голы      | Игры   | Голы   |
| ----- | ------------ | ------- | --------- | --------- | ------ | ------ |
| 1930  | Альянса Лима | Примера | 0         | 0         | —      | —      |
| 1931  | Альянса Лима | Примера | 1         | 2         | —      | —      |
| 1932  | Альянса Лима | Примера | 2         | 2         | —      | —      |
| 1933  | Альянса Лима | Примера | 1         | 0         | —      | —      |
| 1934  | Альянса Лима | Примера | 3         | 1         | —      | —      |
| 1935  | Альянса Лима | Примера | 2         | 1         | 3      | 2      |
| 1936  | Альянса Лима | Примера | 3         | 2         | 3      | 4      |
| 1937  | Альянса Лима | Примера | 9         | 4         | 1      | 0      |
| 1938  | Альянса Лима | Примера | 7         | 2         | —      | —      |
| 1939  | Альянса Лима | Примера | 10        | 6         | —      | —      |
| 1940  | Альянса Лима | Примера | 13        | 3         | 1      | 0      |
| 1941  | Альянса Лима | Примера | 14        | 7         | —      | —      |
| 1942  | Альянса Лима | Примера | 9         | 8         | —      | —      |
| 1943  | Альянса Лима | Примера | 13        | 7         | 1      | 0      |
| 1944  | Альянса Лима | Примера | 13        | 8         | 2      | 0      |
| 1945  | Альянса Лима | Примера | 4         | 0         | 1      | 1      |

### Международная

#### Олимпийская сборная
| Матчи Адельфо Магальянеса за олимпийскую сборную Перу | Матчи Адельфо Магальянеса за олимпийскую сборную Перу | Матчи Адельфо Магальянеса за олимпийскую сборную Перу | Матчи Адельфо Магальянеса за олимпийскую сборную Перу | Матчи Адельфо Магальянеса за олимпийскую сборную Перу | Матчи Адельфо Магальянеса за олимпийскую сборную Перу | Матчи Адельфо Магальянеса за олимпийскую сборную Перу |
| ----------------------------------------------------- | ----------------------------------------------------- | ----------------------------------------------------- | ----------------------------------------------------- | ----------------------------------------------------- | ----------------------------------------------------- | ----------------------------------------------------- |
| №                                                     | Дата                                                  | Место проведения                                      | Оппонент                                              | Счёт                                                  | Голы                                                  | Турнир                                                |
| 1                                                     | 6 августа 1936                                        | Берлин                                                | Финляндия                                             | 7:3                                                   | —                                                     | Олимпиада                                             |
| 2                                                     | 6 августа 1936                                        | Берлин                                                | Австрия                                               | 4:2                                                   | —                                                     | Олимпиада                                             |

1. ↑  Результат матча был аннулирован после протеста Австрии из-за действий перуанских болельщиков. Была назначена переигровка. Перу отказалась проводить повторный матч. Победителем встречи была признана Австрия

#### Национальная сборная
| Матчи Адельфо Магальянеса за сборную Перу | Матчи Адельфо Магальянеса за сборную Перу | Матчи Адельфо Магальянеса за сборную Перу | Матчи Адельфо Магальянеса за сборную Перу | Матчи Адельфо Магальянеса за сборную Перу | Матчи Адельфо Магальянеса за сборную Перу | Матчи Адельфо Магальянеса за сборную Перу |
| ----------------------------------------- | ----------------------------------------- | ----------------------------------------- | ----------------------------------------- | ----------------------------------------- | ----------------------------------------- | ----------------------------------------- |
| №                                         | Дата                                      | Место проведения                          | Оппонент                                  | Счёт                                      | Голы                                      | Турнир                                    |
| 1                                         | 27 декабря 1936                           | Буэнос-Айрес                              | Бразилия                                  | 2:3                                       | —                                         | Чемпионат Южной Америки                   |
| 2                                         | 6 января 1937                             | Буэнос-Айрес                              | Уругвай                                   | 2:4                                       | 1                                         | Чемпионат Южной Америки                   |
| 3                                         | 21 января 1937                            | Буэнос-Айрес                              | Чили                                      | 2:2                                       | —                                         | Чемпионат Южной Америки                   |
| 4                                         | 24 января 1937                            | Буэнос-Айрес                              | Парагвай                                  | 1:0                                       | —                                         | Чемпионат Южной Америки                   |
| 5                                         | 15 января 1939                            | Лима                                      | Эквадор                                   | 5:2                                       | —                                         | Чемпионат Южной Америки                   |
| 6                                         | 22 января 1939                            | Лима                                      | Чили                                      | 3:1                                       | —                                         | Чемпионат Южной Америки                   |
| 7                                         | 29 января 1939                            | Лима                                      | Парагвай                                  | 3:0                                       | —                                         | Чемпионат Южной Америки                   |
| 8                                         | 19 января 1941                            | Лима                                      | Аргентина                                 | 1:1                                       | —                                         | Кубок Роке Саэнса Пеньи                   |
| 9                                         | 26 января 1941                            | Лима                                      | Аргентина                                 | 1:1                                       | 1                                         | Кубок Роке Саэнса Пеньи                   |
| 10                                        | 29 января 1941                            | Лима                                      | Аргентина                                 | 0:3                                       | —                                         | Кубок Роке Саэнса Пеньи                   |
| 11                                        | 9 февраля 1941                            | Сантьяго                                  | Чили                                      | 1:0                                       | —                                         | Чемпионат Южной Америки                   |
| 12                                        | 12 февраля 1941                           | Сантьяго                                  | Аргентина                                 | 1:2                                       | —                                         | Чемпионат Южной Америки                   |
| 13                                        | 23 февраля 1941                           | Сантьяго                                  | Эквадор                                   | 4:0                                       | —                                         | Чемпионат Южной Америки                   |
| 14                                        | 26 февраля 1941                           | Сантьяго                                  | Уругвай                                   | 0:2                                       | —                                         | Чемпионат Южной Америки                   |
| 15                                        | 16 января 1942                            | Монтевидео                                | Парагвай                                  | 1:1                                       | 1                                         | Чемпионат Южной Америки                   |
| 16                                        | 21 января 1942                            | Монтевидео                                | Бразилия                                  | 1:2                                       | 1                                         | Чемпионат Южной Америки                   |
| 17                                        | 25 января 1942                            | Монтевидео                                | Аргентина                                 | 1:3                                       | —                                         | Чемпионат Южной Америки                   |
| 18                                        | 28 января 1942                            | Монтевидео                                | Эквадор                                   | 2:1                                       | —                                         | Чемпионат Южной Америки                   |
| 19                                        | 1 февраля 1942                            | Монтевидео                                | Уругвай                                   | 0:3                                       | —                                         | Чемпионат Южной Америки                   |
| 20                                        | 7 февраля 1942                            | Монтевидео                                | Чили                                      | 0:0                                       | —                                         | Чемпионат Южной Америки                   |

## Достижения

### Как игрок
- Чемпион Перу: 1931, 1932, 1933
- Чемпион Южной Америки: 1939

### Как тренер
- Чемпион Перу: 1948, 1954, 1955